# Iztok Kapušin
Iztok Kapušin  (Brežice, 29. travnja 1974.) bivši je slovenski nogometaš, a danas nogometni trener. Kao igrač je u razdoblju od 1986. do 2008. odigrao 315 utakmica i postigao 9 golova. Igrao je na poziciji braniča za 11 klubova u Sloveniji i Austiji. Trenutačno radi ko savjetnik u klubu NK Krško.